# Port lotniczy Kananga
Port lotniczy Kananga – port lotniczy zlokalizowany w Kanandze, w Demokratycznej Republice Konga

## Linie lotnicze i połączenia
| Linia Lotnicza | Kierunek                  |
| -------------- | ------------------------- |
| Air Kasaï      | 1. Kinszasa 2. Mbuji-Mayi |
| Congo Airways  | 1. Kinszasa 2. Lubumbashi |